# Primo seniore
Primo seniore era un grado della Milizia Volontaria per la Sicurezza Nazionale, corrispondente al tenente colonnello del Regio Esercito, della Regia Aeronautica e dell'Arma dei Carabinieri e al capitano di fregata della Regia Marina.

Distintivo di grado per primo seniore

Il grado era superiore a seniore e inferiore a console. Il Primo seniore era al comando di una coorte, unità militare della Milizia Volontaria per la Sicurezza Nazionale che corrispondeva al battaglione del Regio Esercito.

## Repubblica Sociale Italiana
Nel 1944, a seguito della proclamazione della Repubblica Sociale Italiana, il Partito Fascista Repubblicano (P.F.R.) si trasformò in organismo di tipo militare costituendo il "Corpo Ausiliario delle Squadre d'Azione delle Camicie Nere", organizzato su base provinciale nelle Brigate Nere, identificando formalmente i suoi iscritti con il termine "camicie nere" (D. Lgs. n. 446/1944-XXII della R.S.I.).
Nella fase iniziale, nelle Brigate nere, non esistevano gradi in senso stretto, ma delle semplici cordelline indossate attorno alla spalla destra come indicatori temporanei di funzione di comando, legati al ruolo rivestito nell'operazione in corso, secondo il seguente schema
 Comandante di Brigata
 Comandante di Battaglione o Vice-Comandante di Brigata
 Comandante di Compagnia
 Comandante di Plotone
 Comandante di Squadra
A partire dal gennaio 1945, il sistema di gradi funzionali venne abbandonato e vennero istituiti gradi permanenti, analoghi a quelli della Guardia Nazionale Repubblicana e la denominazione del grado del comandante di battaglione divenne quella di tenente colonnello, uguale a quella dell'Esercito Nazionale Repubblicano, svolgendo le funzioni del primo seniore della Milizia Volontaria per la Sicurezza Nazionale.